# Енергия на свързване
Енергия на свързване се нарича разликата между пълната енергия на система от тела или частици в свързано състояние и енергията на онова състояние, при което тези тела или частици са безкрайно отдалечени едно от друго и се намират в покой:
{\displaystyle \!\Delta E=\sum _{i}E_{i}-E}
където {\displaystyle \!\Delta E} е енергията на свързване на компонентите в система от i компоненти (частици), {\displaystyle \!E_{i}} е пълната енергия на компонента с номер i в несвързано състояние (безкрайно отдалечена частица, намираща се в покой) и {\displaystyle \!E} е пълната енергия на свързанатасистема.
Прието е енергията на свързване на система от безкрайно отдалечени частици в покой да се счита за равна на нула, т.е. при образуване на свързано състояние се отделя енергия. Енергията на свързване е равна на минималната работа, необходима за разлагане на системата на съставящите я частици и характеризира стабилността на системата – колкото е по-голяма енергията на връзката, толкова системата е по-стабилна.
За валентните електрони (електроните на външния електронен слой на неутрални атоми в основно състояние) енергията на свързване съвпада с йонизационната енергия, а за отрицателните йони - с енергията на електронно сродство.
Енергията, необходима за разкъсване на химичната връзка на двуатомна молекула съответства на енергията на нейната термична дисоциация и е от порядъка на стотици килоджаула на мол.
Енергията на свързване на адроните в атомното ядро се определя от силното взаимодействие. По дефиниция  това е необходимата енергия, за да се разпръсне ядрото на съставящите го нуклеони. За леките ядра тя е от порядъка на ~0.8 MeV на нуклеон.